# Muktuk

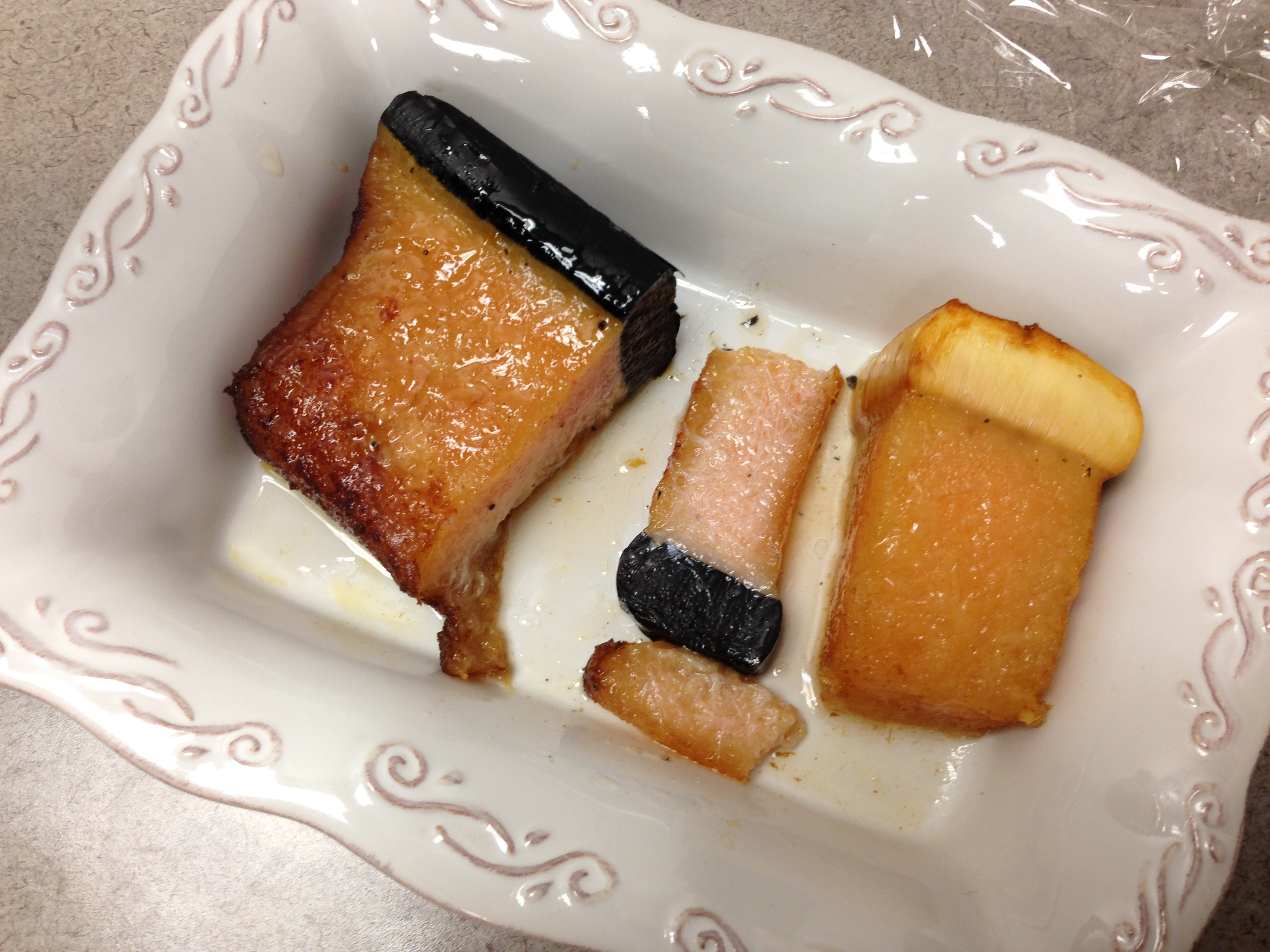
Smażony muktuk

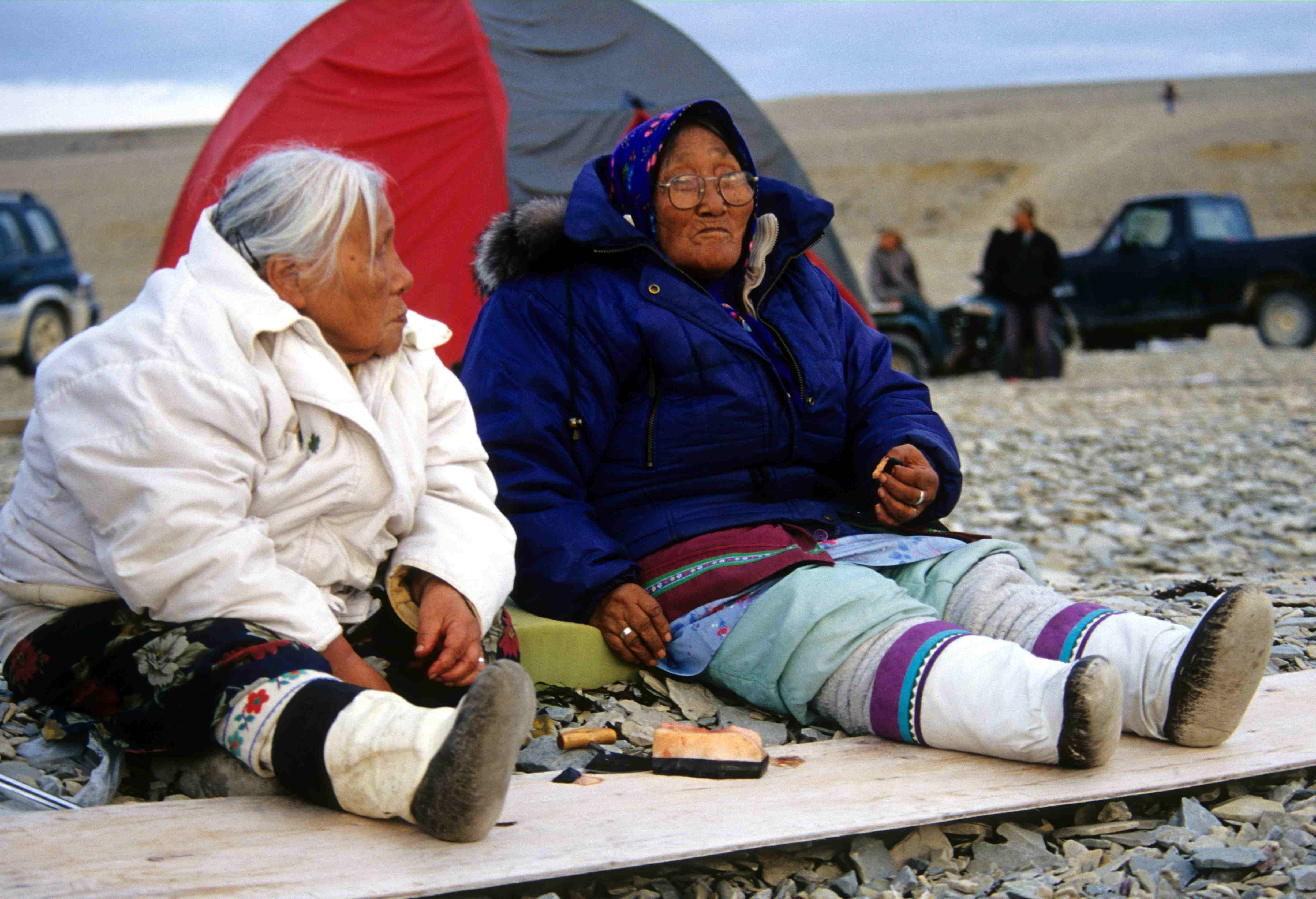
Rdzenni mieszkańcy spożywający muktuk z wala grenlandzkiego

Muktuk – tradycyjna potrawa Inuitów i Czukczy, przyrządzana z wielorybiej skóry i cienkiej warstwy ukrwionej tkanki tłuszczowej (tzw. blubber).

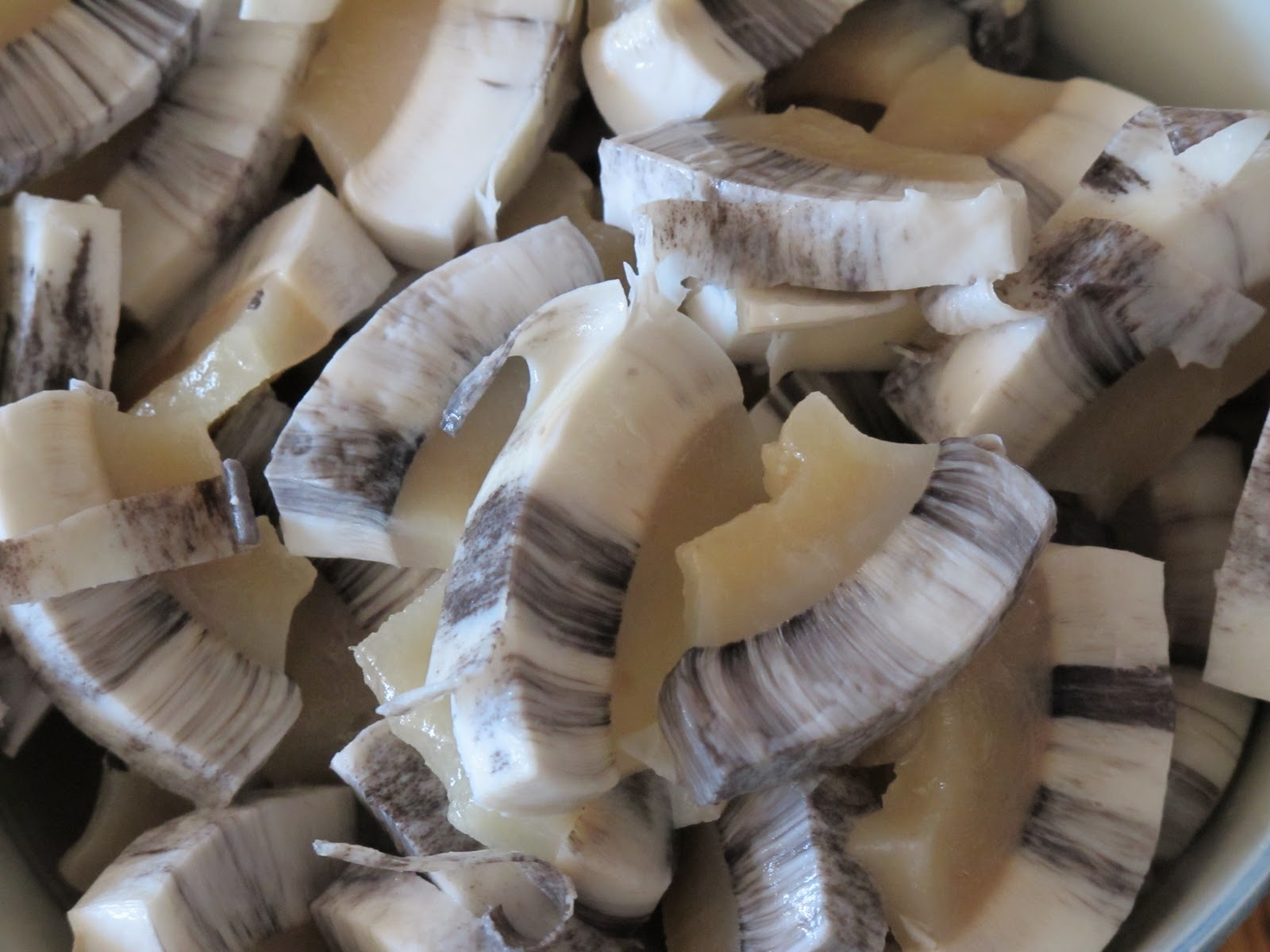
Pokrojony i przygotowany muktuk

Zazwyczaj do jej przygotowania wykorzystuje się blubber i skórę wala grenlandzkiego, lecz czasami przygotowuje się ją z białuchy arktycznej lub narwala jednozębnego. Zazwyczaj spożywa się ją surową, od niedawna okazjonalnie potrawa jest krojona w kostkę, następnie panierowana i smażona oraz podawana z sosem sojowym. Może być konserwowana poprzez kiszenie. Spożywana na surowo staje się oleista i gumowata, wobec tego powinno się ją kroić na drobne kawałki.
Muktuk jest dobrym źródłem witaminy C, może jej zawierać od około 3 mg (skóra właściwa białuchy arkytycznej) do około 38 mg (naskórek i zewnętrzne warstwy skóry) na 100 gramów potrawy. Tkanka tłuszczowa będąca częścią potrawy posiada również witaminę D. Badania wykazują również zawartość w tkance tłuszczowej polichlorowanych bifenyli o silnych własnościach rakotwórczych. Związki te są zarówno pochodzenia przemysłowego, jak i naturalnego.